# Tour de l'Ain 2014
Le Tour de l'Ain 2014 est la 26e édition de la course cycliste du Tour de l'Ain qui se déroule du 12 août au 16 août 2014. Après un prologue à Saint-Amour, se succèdent quatre étapes en ligne pour une arrivée finale à Arbent.

## Participation
Classé en catégorie 2.1 de l'UCI Europe Tour, le Tour de l'Ain est par conséquent ouvert aux UCI ProTeams dans la limite de 50 % des équipes participantes, aux équipes continentales professionnelles, aux équipes continentales et à des équipes nationales.
| ProTeams (5)- AG2R La Mondiale - Team Europcar - FDJ.fr - Garmin-Sharp - Omega Pharma-Quick Step Équipes continentales professionnelles (4)- Bretagne-Séché Environnement - Cofidis, Solutions Crédits - Colombia - Wanty-Groupe Gobert Équipes continentales (6)- Astana Continental - BigMat-Auber 93 - Team Ecuador - La Pomme Marseille 13 - Rabobank Development - Roubaix Lille Métropole Équipe nationale- France espoirs |
| |

## Les étapes
| Étape     | Date    | Villes étapes                      | type                        | Distance (km) | Vainqueur d'étape  | Leader du classement général |
| --------- | ------- | ---------------------------------- | --------------------------- | ------------- | ------------------ | ---------------------------- |
| Prologue  | 12 août | Saint-Amour – Saint-Amour          | contre-la-montre individuel | 4,5           | Gianni Meersman    | Gianni Meersman              |
| 1re étape | 13 août | lac de Chalain – La Plaine Tonique | étape de plaine             | 143,3         | Raymond Kreder     | Gianni Meersman              |
| 2e étape  | 14 août | Bourg-en-Bresse – Saint-Vulbas     | étape de plaine             | 158,5         | Gianni Meersman    | Gianni Meersman              |
| 3e étape  | 15 août | Lagnieu – Lélex                    | étape de montagne           | 141,8         | Bert-Jan Lindeman  | Bert-Jan Lindeman            |
| 4e étape  | 16 août | Nantua – Arbent                    | étape de moyenne montagne   | 130,7         | Julian Alaphilippe | Bert-Jan Lindeman            |

## Déroulement de la course

### Prologue
| \| Classement de l'étape \| Classement de l'étape \| Classement de l'étape \| Classement de l'étape \| Classement de l'étape \| \| Coureur \| Coureur \| Pays \| Équipe \| Temps \| \| --------------------- \| --------------------- \| --------------------- \| ---------------------------- \| --------------------- \| \| 1er \| Gianni Meersman \| Belgique \| Omega Pharma-Quick Step \| 5 min 22 s \| \| 2e \| Julian Alaphilippe \| France \| Omega Pharma-Quick Step \| + 2 s \| \| 3e \| Pieter Serry \| Belgique \| Omega Pharma-Quick Step \| + 3 s \| \| 4e \| Rigoberto Urán \| Colombie \| Omega Pharma-Quick Step \| + 3 s \| \| 5e \| Jérôme Coppel \| France \| Cofidis, Solutions Crédits \| + 5 s \| \| 6e \| Arnaud Gérard \| France \| Bretagne-Séché Environnement \| + 5 s \| \| 7e \| Lennard Hofstede \| Pays-Bas \| Rabobank Development \| + 6 s \| \| 8e \| Timo Roosen \| Pays-Bas \| Rabobank Development \| + 7 s \| \| 9e \| Mark Cavendish \| Royaume-Uni \| Omega Pharma-Quick Step \| + 8 s \| \| 10e \| Tom-Jelte Slagter \| Pays-Bas \| Garmin-Sharp \| + 9 s \| |                    |             |                              |            |
| |                    |             |                              |            |
| Sources : ProCyclingStats Cycling Archives |                    |             |                              |            |
| Classement de l'étape |                    |             |                              |            |
| Coureur | Coureur            | Pays        | Équipe                       | Temps      |
| 1er | Gianni Meersman    | Belgique    | Omega Pharma-Quick Step      | 5 min 22 s |
| 2e | Julian Alaphilippe | France      | Omega Pharma-Quick Step      | + 2 s      |
| 3e | Pieter Serry       | Belgique    | Omega Pharma-Quick Step      | + 3 s      |
| 4e | Rigoberto Urán     | Colombie    | Omega Pharma-Quick Step      | + 3 s      |
| 5e | Jérôme Coppel      | France      | Cofidis, Solutions Crédits   | + 5 s      |
| 6e | Arnaud Gérard      | France      | Bretagne-Séché Environnement | + 5 s      |
| 7e | Lennard Hofstede   | Pays-Bas    | Rabobank Development         | + 6 s      |
| 8e | Timo Roosen        | Pays-Bas    | Rabobank Development         | + 7 s      |
| 9e | Mark Cavendish     | Royaume-Uni | Omega Pharma-Quick Step      | + 8 s      |
| 10e | Tom-Jelte Slagter  | Pays-Bas    | Garmin-Sharp                 | + 9 s      |

| \| Classement général \| Classement général \| Classement général \| Classement général \| Classement général \| \| Coureur \| Coureur \| Pays \| Équipe \| Temps \| \| ------------------ \| ------------------ \| ------------------ \| ---------------------------- \| ------------------ \| \| 1er \| Gianni Meersman \| Belgique \| Omega Pharma-Quick Step \| 5 min 22 s \| \| 2e \| Julian Alaphilippe \| France \| Omega Pharma-Quick Step \| + 2 s \| \| 3e \| Pieter Serry \| Belgique \| Omega Pharma-Quick Step \| + 3 s \| \| 4e \| Rigoberto Urán \| Colombie \| Omega Pharma-Quick Step \| + 3 s \| \| 5e \| Jérôme Coppel \| France \| Cofidis, Solutions Crédits \| + 5 s \| \| 6e \| Arnaud Gérard \| France \| Bretagne-Séché Environnement \| + 5 s \| \| 7e \| Lennard Hofstede \| Pays-Bas \| Rabobank Development \| + 6 s \| \| 8e \| Timo Roosen \| Pays-Bas \| Rabobank Development \| + 7 s \| \| 9e \| Mark Cavendish \| Royaume-Uni \| Omega Pharma-Quick Step \| + 8 s \| \| 10e \| Tom-Jelte Slagter \| Pays-Bas \| Garmin-Sharp \| + 9 s \| |                    |             |                              |            |
| |                    |             |                              |            |
| Sources : ProCyclingStats Cycling Archives |                    |             |                              |            |
| Classement général |                    |             |                              |            |
| Coureur | Coureur            | Pays        | Équipe                       | Temps      |
| 1er | Gianni Meersman    | Belgique    | Omega Pharma-Quick Step      | 5 min 22 s |
| 2e | Julian Alaphilippe | France      | Omega Pharma-Quick Step      | + 2 s      |
| 3e | Pieter Serry       | Belgique    | Omega Pharma-Quick Step      | + 3 s      |
| 4e | Rigoberto Urán     | Colombie    | Omega Pharma-Quick Step      | + 3 s      |
| 5e | Jérôme Coppel      | France      | Cofidis, Solutions Crédits   | + 5 s      |
| 6e | Arnaud Gérard      | France      | Bretagne-Séché Environnement | + 5 s      |
| 7e | Lennard Hofstede   | Pays-Bas    | Rabobank Development         | + 6 s      |
| 8e | Timo Roosen        | Pays-Bas    | Rabobank Development         | + 7 s      |
| 9e | Mark Cavendish     | Royaume-Uni | Omega Pharma-Quick Step      | + 8 s      |
| 10e | Tom-Jelte Slagter  | Pays-Bas    | Garmin-Sharp                 | + 9 s      |

### 1reétape
| \| Classement de l'étape \| Classement de l'étape \| Classement de l'étape \| Classement de l'étape \| Classement de l'étape \| \| Coureur \| Coureur \| Pays \| Équipe \| Temps \| \| --------------------- \| --------------------- \| --------------------- \| ----------------------- \| --------------------- \| \| 1er \| Raymond Kreder \| Pays-Bas \| Garmin-Sharp \| 3 h 44 min 30 s \| \| 2e \| Marc Sarreau \| France \| FDJ.fr \| + 0 s \| \| 3e \| Gianni Meersman \| Belgique \| Omega Pharma-Quick Step \| + 0 s \| \| 4e \| Pavel Gatskiy \| Kazakhstan \| Astana Continental \| + 0 s \| \| 5e \| Leonardo Duque \| Colombie \| Colombia \| + 0 s \| \| 6e \| Benjamin Giraud \| France \| La Pomme Marseille 13 \| + 0 s \| \| 7e \| Mike Teunissen \| Pays-Bas \| Rabobank Development \| + 0 s \| \| 8e \| Lilian Calmejane \| France \| Vendée U \| + 0 s \| \| 9e \| Zhandos Bizhigitov \| Kazakhstan \| Astana Continental \| + 0 s \| \| 10e \| Steven Tronet \| France \| BigMat-Auber 93 \| + 0 s \| |                    |            |                         |                 |
| |                    |            |                         |                 |
| Sources : ProCyclingStats Cycling Archives |                    |            |                         |                 |
| Classement de l'étape |                    |            |                         |                 |
| Coureur | Coureur            | Pays       | Équipe                  | Temps           |
| 1er | Raymond Kreder     | Pays-Bas   | Garmin-Sharp            | 3 h 44 min 30 s |
| 2e | Marc Sarreau       | France     | FDJ.fr                  | + 0 s           |
| 3e | Gianni Meersman    | Belgique   | Omega Pharma-Quick Step | + 0 s           |
| 4e | Pavel Gatskiy      | Kazakhstan | Astana Continental      | + 0 s           |
| 5e | Leonardo Duque     | Colombie   | Colombia                | + 0 s           |
| 6e | Benjamin Giraud    | France     | La Pomme Marseille 13   | + 0 s           |
| 7e | Mike Teunissen     | Pays-Bas   | Rabobank Development    | + 0 s           |
| 8e | Lilian Calmejane   | France     | Vendée U                | + 0 s           |
| 9e | Zhandos Bizhigitov | Kazakhstan | Astana Continental      | + 0 s           |
| 10e | Steven Tronet      | France     | BigMat-Auber 93         | + 0 s           |

| \| Classement général \| Classement général \| Classement général \| Classement général \| Classement général \| \| Coureur \| Coureur \| Pays \| Équipe \| Temps \| \| ------------------ \| ------------------ \| ------------------ \| ---------------------------- \| ------------------ \| \| 1er \| Gianni Meersman \| Belgique \| Omega Pharma-Quick Step \| 3 h 49 min 48 s \| \| 2e \| Julian Alaphilippe \| France \| Omega Pharma-Quick Step \| + 6 s \| \| 3e \| Pieter Serry \| Belgique \| Omega Pharma-Quick Step \| + 7 s \| \| 4e \| Rigoberto Urán \| Colombie \| Omega Pharma-Quick Step \| + 7 s \| \| 5e \| Jérôme Coppel \| France \| Cofidis, Solutions Crédits \| + 9 s \| \| 6e \| Arnaud Gérard \| France \| Bretagne-Séché Environnement \| + 9 s \| \| 7e \| Lennard Hofstede \| Pays-Bas \| Rabobank Development \| + 10 s \| \| 8e \| Timo Roosen \| Pays-Bas \| Rabobank Development \| + 11 s \| \| 9e \| Mark Cavendish \| Royaume-Uni \| Omega Pharma-Quick Step \| + 12 s \| \| 10e \| Tom-Jelte Slagter \| Pays-Bas \| Garmin-Sharp \| + 13 s \| |                    |             |                              |                 |
| |                    |             |                              |                 |
| Sources : ProCyclingStats Cycling Archives |                    |             |                              |                 |
| Classement général |                    |             |                              |                 |
| Coureur | Coureur            | Pays        | Équipe                       | Temps           |
| 1er | Gianni Meersman    | Belgique    | Omega Pharma-Quick Step      | 3 h 49 min 48 s |
| 2e | Julian Alaphilippe | France      | Omega Pharma-Quick Step      | + 6 s           |
| 3e | Pieter Serry       | Belgique    | Omega Pharma-Quick Step      | + 7 s           |
| 4e | Rigoberto Urán     | Colombie    | Omega Pharma-Quick Step      | + 7 s           |
| 5e | Jérôme Coppel      | France      | Cofidis, Solutions Crédits   | + 9 s           |
| 6e | Arnaud Gérard      | France      | Bretagne-Séché Environnement | + 9 s           |
| 7e | Lennard Hofstede   | Pays-Bas    | Rabobank Development         | + 10 s          |
| 8e | Timo Roosen        | Pays-Bas    | Rabobank Development         | + 11 s          |
| 9e | Mark Cavendish     | Royaume-Uni | Omega Pharma-Quick Step      | + 12 s          |
| 10e | Tom-Jelte Slagter  | Pays-Bas    | Garmin-Sharp                 | + 13 s          |

### 2eétape
| \| Classement de l'étape \| Classement de l'étape \| Classement de l'étape \| Classement de l'étape \| Classement de l'étape \| \| Coureur \| Coureur \| Pays \| Équipe \| Temps \| \| --------------------- \| --------------------- \| --------------------- \| ---------------------------- \| --------------------- \| \| 1er \| Gianni Meersman \| Belgique \| Omega Pharma-Quick Step \| 3 h 40 min 17 s \| \| 2e \| Romain Feillu \| France \| Bretagne-Séché Environnement \| + 0 s \| \| 3e \| Leonardo Duque \| Colombie \| Colombia \| + 0 s \| \| 4e \| Julian Alaphilippe \| France \| Omega Pharma-Quick Step \| + 0 s \| \| 5e \| Marc Sarreau \| France \| FDJ.fr \| + 0 s \| \| 5e \| Artur Fedosseyev \| Kazakhstan \| Astana Continental \| + 0 s \| \| 7e \| Raymond Kreder \| Pays-Bas \| Garmin-Sharp \| + 0 s \| \| 8e \| Maxime Bouet \| France \| AG2R La Mondiale \| + 0 s \| \| 9e \| Romain Hardy \| France \| Cofidis, Solutions Crédits \| + 0 s \| \| 10e \| Benoît Jarrier \| France \| Bretagne-Séché Environnement \| + 0 s \| |                    |            |                              |                 |
| |                    |            |                              |                 |
| Sources : ProCyclingStats Cycling Archives |                    |            |                              |                 |
| Classement de l'étape |                    |            |                              |                 |
| Coureur | Coureur            | Pays       | Équipe                       | Temps           |
| 1er | Gianni Meersman    | Belgique   | Omega Pharma-Quick Step      | 3 h 40 min 17 s |
| 2e | Romain Feillu      | France     | Bretagne-Séché Environnement | + 0 s           |
| 3e | Leonardo Duque     | Colombie   | Colombia                     | + 0 s           |
| 4e | Julian Alaphilippe | France     | Omega Pharma-Quick Step      | + 0 s           |
| 5e | Marc Sarreau       | France     | FDJ.fr                       | + 0 s           |
| 5e | Artur Fedosseyev   | Kazakhstan | Astana Continental           | + 0 s           |
| 7e | Raymond Kreder     | Pays-Bas   | Garmin-Sharp                 | + 0 s           |
| 8e | Maxime Bouet       | France     | AG2R La Mondiale             | + 0 s           |
| 9e | Romain Hardy       | France     | Cofidis, Solutions Crédits   | + 0 s           |
| 10e | Benoît Jarrier     | France     | Bretagne-Séché Environnement | + 0 s           |

| \| Classement général \| Classement général \| Classement général \| Classement général \| Classement général \| \| Coureur \| Coureur \| Pays \| Équipe \| Temps \| \| ------------------ \| ------------------ \| ------------------ \| ---------------------------- \| ------------------ \| \| 1er \| Gianni Meersman \| Belgique \| Omega Pharma-Quick Step \| 7 h 29 min 55 s \| \| 2e \| Julian Alaphilippe \| France \| Omega Pharma-Quick Step \| + 16 s \| \| 3e \| Pieter Serry \| Belgique \| Omega Pharma-Quick Step \| + 17 s \| \| 4e \| Rigoberto Urán \| Colombie \| Omega Pharma-Quick Step \| + 17 s \| \| 5e \| Jérôme Coppel \| France \| Cofidis, Solutions Crédits \| + 19 s \| \| 6e \| Arnaud Gérard \| France \| Bretagne-Séché Environnement \| + 19 s \| \| 7e \| Lennard Hofstede \| Pays-Bas \| Rabobank Development \| + 20 s \| \| 8e \| Timo Roosen \| Pays-Bas \| Rabobank Development \| + 21 s \| \| 9e \| Mark Cavendish \| Royaume-Uni \| Omega Pharma-Quick Step \| + 22 s \| \| 10e \| Tom-Jelte Slagter \| Pays-Bas \| Garmin-Sharp \| + 23 s \| |                    |             |                              |                 |
| |                    |             |                              |                 |
| Sources : ProCyclingStats Cycling Archives |                    |             |                              |                 |
| Classement général |                    |             |                              |                 |
| Coureur | Coureur            | Pays        | Équipe                       | Temps           |
| 1er | Gianni Meersman    | Belgique    | Omega Pharma-Quick Step      | 7 h 29 min 55 s |
| 2e | Julian Alaphilippe | France      | Omega Pharma-Quick Step      | + 16 s          |
| 3e | Pieter Serry       | Belgique    | Omega Pharma-Quick Step      | + 17 s          |
| 4e | Rigoberto Urán     | Colombie    | Omega Pharma-Quick Step      | + 17 s          |
| 5e | Jérôme Coppel      | France      | Cofidis, Solutions Crédits   | + 19 s          |
| 6e | Arnaud Gérard      | France      | Bretagne-Séché Environnement | + 19 s          |
| 7e | Lennard Hofstede   | Pays-Bas    | Rabobank Development         | + 20 s          |
| 8e | Timo Roosen        | Pays-Bas    | Rabobank Development         | + 21 s          |
| 9e | Mark Cavendish     | Royaume-Uni | Omega Pharma-Quick Step      | + 22 s          |
| 10e | Tom-Jelte Slagter  | Pays-Bas    | Garmin-Sharp                 | + 23 s          |

### 3eétape
| \| Classement de l'étape \| Classement de l'étape \| Classement de l'étape \| Classement de l'étape \| Classement de l'étape \| \| Coureur \| Coureur \| Pays \| Équipe \| Temps \| \| --------------------- \| ---------------------- \| --------------------- \| -------------------------- \| --------------------- \| \| 1er \| Bert-Jan Lindeman \| Pays-Bas \| Rabobank Development \| 3 h 53 min 06 s \| \| 2e \| Romain Bardet \| France \| AG2R La Mondiale \| + 57 s \| \| 3e \| Dan Martin \| Irlande \| Garmin-Sharp \| + 2 min 24 s \| \| 4e \| Jean-Christophe Péraud \| France \| AG2R La Mondiale \| + 2 min 24 s \| \| 5e \| Rémy Di Grégorio \| France \| La Pomme Marseille 13 \| + 2 min 24 s \| \| 6e \| Pierre Latour \| France \| Chambéry CF \| + 3 min 23 s \| \| 7e \| Maxime Bouet \| France \| AG2R La Mondiale \| + 3 min 23 s \| \| 8e \| Grégoire Tarride \| France \| La Pomme Marseille 13 \| + 3 min 23 s \| \| 9e \| Yoann Bagot \| France \| Cofidis, Solutions Crédits \| + 3 min 23 s \| \| 10e \| Julian Alaphilippe \| France \| Omega Pharma-Quick Step \| + 3 min 23 s \| |                        |          |                            |                 |
| |                        |          |                            |                 |
| Sources : ProCyclingStats Cycling Archives |                        |          |                            |                 |
| Classement de l'étape |                        |          |                            |                 |
| Coureur | Coureur                | Pays     | Équipe                     | Temps           |
| 1er | Bert-Jan Lindeman      | Pays-Bas | Rabobank Development       | 3 h 53 min 06 s |
| 2e | Romain Bardet          | France   | AG2R La Mondiale           | + 57 s          |
| 3e | Dan Martin             | Irlande  | Garmin-Sharp               | + 2 min 24 s    |
| 4e | Jean-Christophe Péraud | France   | AG2R La Mondiale           | + 2 min 24 s    |
| 5e | Rémy Di Grégorio       | France   | La Pomme Marseille 13      | + 2 min 24 s    |
| 6e | Pierre Latour          | France   | Chambéry CF                | + 3 min 23 s    |
| 7e | Maxime Bouet           | France   | AG2R La Mondiale           | + 3 min 23 s    |
| 8e | Grégoire Tarride       | France   | La Pomme Marseille 13      | + 3 min 23 s    |
| 9e | Yoann Bagot            | France   | Cofidis, Solutions Crédits | + 3 min 23 s    |
| 10e | Julian Alaphilippe     | France   | Omega Pharma-Quick Step    | + 3 min 23 s    |

| \| Classement général \| Classement général \| Classement général \| Classement général \| Classement général \| \| Coureur \| Coureur \| Pays \| Équipe \| Temps \| \| ------------------ \| ---------------------- \| ------------------ \| -------------------------- \| ------------------ \| \| 1er \| Bert-Jan Lindeman \| Pays-Bas \| Rabobank Development \| 11 h 23 min 26 s \| \| 2e \| Romain Bardet \| France \| AG2R La Mondiale \| + 54 s \| \| 3e \| Dan Martin \| Irlande \| Garmin-Sharp \| + 2 min 25 s \| \| 4e \| Jean-Christophe Péraud \| France \| AG2R La Mondiale \| + 2 min 27 s \| \| 5e \| Rémy Di Grégorio \| France \| La Pomme Marseille 13 \| + 2 min 42 s \| \| 6e \| Julian Alaphilippe \| France \| Omega Pharma-Quick Step \| + 3 min 14 s \| \| 7e \| Yoann Bagot \| France \| Cofidis, Solutions Crédits \| + 3 min 24 s \| \| 8e \| Romain Sicard \| France \| Team Europcar \| + 3 min 25 s \| \| 9e \| Pierre Latour \| France \| Chambéry CF \| + 3 min 26 s \| \| 10e \| Grégoire Tarride \| France \| La Pomme Marseille 13 \| + 3 min 28 s \| |                        |          |                            |                  |
| |                        |          |                            |                  |
| Sources : ProCyclingStats Cycling Archives |                        |          |                            |                  |
| Classement général |                        |          |                            |                  |
| Coureur | Coureur                | Pays     | Équipe                     | Temps            |
| 1er | Bert-Jan Lindeman      | Pays-Bas | Rabobank Development       | 11 h 23 min 26 s |
| 2e | Romain Bardet          | France   | AG2R La Mondiale           | + 54 s           |
| 3e | Dan Martin             | Irlande  | Garmin-Sharp               | + 2 min 25 s     |
| 4e | Jean-Christophe Péraud | France   | AG2R La Mondiale           | + 2 min 27 s     |
| 5e | Rémy Di Grégorio       | France   | La Pomme Marseille 13      | + 2 min 42 s     |
| 6e | Julian Alaphilippe     | France   | Omega Pharma-Quick Step    | + 3 min 14 s     |
| 7e | Yoann Bagot            | France   | Cofidis, Solutions Crédits | + 3 min 24 s     |
| 8e | Romain Sicard          | France   | Team Europcar              | + 3 min 25 s     |
| 9e | Pierre Latour          | France   | Chambéry CF                | + 3 min 26 s     |
| 10e | Grégoire Tarride       | France   | La Pomme Marseille 13      | + 3 min 28 s     |

### 4eétape
| \| Classement de l'étape \| Classement de l'étape \| Classement de l'étape \| Classement de l'étape \| Classement de l'étape \| \| Coureur \| Coureur \| Pays \| Équipe \| Temps \| \| --------------------- \| --------------------- \| --------------------- \| ---------------------------- \| --------------------- \| \| 1er \| Julian Alaphilippe \| France \| Omega Pharma-Quick Step \| 3 h 23 min 12 s \| \| 2e \| Dan Martin \| Irlande \| Garmin-Sharp \| + 5 s \| \| 3e \| Carlos Verona \| Espagne \| Omega Pharma-Quick Step \| + 5 s \| \| 4e \| Guillaume Levarlet \| France \| Cofidis, Solutions Crédits \| + 5 s \| \| 5e \| Brice Feillu \| France \| Bretagne-Séché Environnement \| + 5 s \| \| 6e \| Romain Sicard \| France \| Team Europcar \| + 5 s \| \| 7e \| Romain Bardet \| France \| AG2R La Mondiale \| + 5 s \| \| 8e \| Arnaud Gérard \| France \| Bretagne-Séché Environnement \| + 48 s \| \| 9e \| Romain Hardy \| France \| Cofidis, Solutions Crédits \| + 48 s \| \| 10e \| Marco Minnaard \| Pays-Bas \| Wanty-Groupe Gobert \| + 48 s \| |                    |          |                              |                 |
| |                    |          |                              |                 |
| Sources : ProCyclingStats Cycling Archives |                    |          |                              |                 |
| Classement de l'étape |                    |          |                              |                 |
| Coureur | Coureur            | Pays     | Équipe                       | Temps           |
| 1er | Julian Alaphilippe | France   | Omega Pharma-Quick Step      | 3 h 23 min 12 s |
| 2e | Dan Martin         | Irlande  | Garmin-Sharp                 | + 5 s           |
| 3e | Carlos Verona      | Espagne  | Omega Pharma-Quick Step      | + 5 s           |
| 4e | Guillaume Levarlet | France   | Cofidis, Solutions Crédits   | + 5 s           |
| 5e | Brice Feillu       | France   | Bretagne-Séché Environnement | + 5 s           |
| 6e | Romain Sicard      | France   | Team Europcar                | + 5 s           |
| 7e | Romain Bardet      | France   | AG2R La Mondiale             | + 5 s           |
| 8e | Arnaud Gérard      | France   | Bretagne-Séché Environnement | + 48 s          |
| 9e | Romain Hardy       | France   | Cofidis, Solutions Crédits   | + 48 s          |
| 10e | Marco Minnaard     | Pays-Bas | Wanty-Groupe Gobert          | + 48 s          |

| \| Classement général \| Classement général \| Classement général \| Classement général \| Classement général \| \| Coureur \| Coureur \| Pays \| Équipe \| Temps \| \| ------------------ \| ---------------------- \| ------------------ \| -------------------------- \| ------------------ \| \| 1er \| Bert-Jan Lindeman \| Pays-Bas \| Rabobank Development \| 14 h 47 min 26 s \| \| 2e \| Romain Bardet \| France \| AG2R La Mondiale \| + 11 s \| \| 3e \| Dan Martin \| Irlande \| Garmin-Sharp \| + 1 min 36 s \| \| 4e \| Julian Alaphilippe \| France \| Omega Pharma-Quick Step \| + 2 min 16 s \| \| 5e \| Jean-Christophe Péraud \| France \| AG2R La Mondiale \| + 2 min 27 s \| \| 6e \| Rémy Di Grégorio \| France \| La Pomme Marseille 13 \| + 2 min 42 s \| \| 7e \| Romain Sicard \| France \| Team Europcar \| + 2 min 42 s \| \| 8e \| Yoann Bagot \| France \| Cofidis, Solutions Crédits \| + 3 min 24 s \| \| 9e \| Pierre Latour \| France \| Chambéry CF \| + 3 min 26 s \| \| 10e \| Grégoire Tarride \| France \| La Pomme Marseille 13 \| + 3 min 28 s \| |                        |          |                            |                  |
| |                        |          |                            |                  |
| Sources : ProCyclingStats Cycling Archives |                        |          |                            |                  |
| Classement général |                        |          |                            |                  |
| Coureur | Coureur                | Pays     | Équipe                     | Temps            |
| 1er | Bert-Jan Lindeman      | Pays-Bas | Rabobank Development       | 14 h 47 min 26 s |
| 2e | Romain Bardet          | France   | AG2R La Mondiale           | + 11 s           |
| 3e | Dan Martin             | Irlande  | Garmin-Sharp               | + 1 min 36 s     |
| 4e | Julian Alaphilippe     | France   | Omega Pharma-Quick Step    | + 2 min 16 s     |
| 5e | Jean-Christophe Péraud | France   | AG2R La Mondiale           | + 2 min 27 s     |
| 6e | Rémy Di Grégorio       | France   | La Pomme Marseille 13      | + 2 min 42 s     |
| 7e | Romain Sicard          | France   | Team Europcar              | + 2 min 42 s     |
| 8e | Yoann Bagot            | France   | Cofidis, Solutions Crédits | + 3 min 24 s     |
| 9e | Pierre Latour          | France   | Chambéry CF                | + 3 min 26 s     |
| 10e | Grégoire Tarride       | France   | La Pomme Marseille 13      | + 3 min 28 s     |

## Classements finals

### Classement général
| \| Classement général \| Classement général \| Classement général \| Classement général \| Classement général \| \| Coureur \| Coureur \| Pays \| Équipe \| Temps \| \| ------------------ \| ---------------------- \| ------------------ \| -------------------------- \| ------------------ \| \| 1er \| Bert-Jan Lindeman \| Pays-Bas \| Rabobank Development \| 14 h 47 min 26 s \| \| 2e \| Romain Bardet \| France \| AG2R La Mondiale \| + 11 s \| \| 3e \| Dan Martin \| Irlande \| Garmin-Sharp \| + 1 min 36 s \| \| 4e \| Julian Alaphilippe \| France \| Omega Pharma-Quick Step \| + 2 min 16 s \| \| 5e \| Jean-Christophe Péraud \| France \| AG2R La Mondiale \| + 2 min 27 s \| \| 6e \| Rémy Di Grégorio \| France \| La Pomme Marseille 13 \| + 2 min 42 s \| \| 7e \| Romain Sicard \| France \| Team Europcar \| + 2 min 42 s \| \| 8e \| Yoann Bagot \| France \| Cofidis, Solutions Crédits \| + 3 min 24 s \| \| 9e \| Pierre Latour \| France \| Chambéry CF \| + 3 min 26 s \| \| 10e \| Grégoire Tarride \| France \| La Pomme Marseille 13 \| + 3 min 28 s \| |                        |          |                            |                  |
| |                        |          |                            |                  |
| Sources : ProCyclingStats Cycling Archives |                        |          |                            |                  |
| Classement général |                        |          |                            |                  |
| Coureur | Coureur                | Pays     | Équipe                     | Temps            |
| 1er | Bert-Jan Lindeman      | Pays-Bas | Rabobank Development       | 14 h 47 min 26 s |
| 2e | Romain Bardet          | France   | AG2R La Mondiale           | + 11 s           |
| 3e | Dan Martin             | Irlande  | Garmin-Sharp               | + 1 min 36 s     |
| 4e | Julian Alaphilippe     | France   | Omega Pharma-Quick Step    | + 2 min 16 s     |
| 5e | Jean-Christophe Péraud | France   | AG2R La Mondiale           | + 2 min 27 s     |
| 6e | Rémy Di Grégorio       | France   | La Pomme Marseille 13      | + 2 min 42 s     |
| 7e | Romain Sicard          | France   | Team Europcar              | + 2 min 42 s     |
| 8e | Yoann Bagot            | France   | Cofidis, Solutions Crédits | + 3 min 24 s     |
| 9e | Pierre Latour          | France   | Chambéry CF                | + 3 min 26 s     |
| 10e | Grégoire Tarride       | France   | La Pomme Marseille 13      | + 3 min 28 s     |

### Classements annexes
| Classement par points | Classement par points | Classement par points | Classement par points        | Classement par points |
| Coureur               | Coureur               | Pays                  | Équipe                       | Points                |
| --------------------- | --------------------- | --------------------- | ---------------------------- | --------------------- |
| 1er                   | Julian Alaphilippe    | France                | Omega Pharma-Quick Step      | 57 pts                |
| 2e                    | Gianni Meersman       | Belgique              | Omega Pharma-Quick Step      | 56 pts                |
| 3e                    | Dan Martin            | Irlande               | Garmin-Sharp                 | 36 pts                |
| 4e                    | Raymond Kreder        | Pays-Bas              | Garmin-Sharp                 | 34 pts                |
| 5e                    | Marc Sarreau          | France                | FDJ.fr                       | 32 pts                |
| 6e                    | Romain Bardet         | France                | AG2R La Mondiale             | 29 pts                |
| 7e                    | Leonardo Duque        | Colombie              | Colombia                     | 28 pts                |
| 8e                    | Bert-Jan Lindeman     | Pays-Bas              | Rabobank Development         | 25 pts                |
| 9e                    | Romain Feillu         | France                | Bretagne-Séché Environnement | 25 pts                |
| 10e                   | Pavel Gatskiy         | Kazakhstan            | Astana Continental           | 20 pts                |

| Classement par points | Classement par points | Classement par points | Classement par points        | Classement par points |
| Coureur               | Coureur               | Pays                  | Équipe                       | Points                |
| --------------------- | --------------------- | --------------------- | ---------------------------- | --------------------- |
| 1er                   | Julian Alaphilippe    | France                | Omega Pharma-Quick Step      | 57 pts                |
| 2e                    | Gianni Meersman       | Belgique              | Omega Pharma-Quick Step      | 56 pts                |
| 3e                    | Dan Martin            | Irlande               | Garmin-Sharp                 | 36 pts                |
| 4e                    | Raymond Kreder        | Pays-Bas              | Garmin-Sharp                 | 34 pts                |
| 5e                    | Marc Sarreau          | France                | FDJ.fr                       | 32 pts                |
| 6e                    | Romain Bardet         | France                | AG2R La Mondiale             | 29 pts                |
| 7e                    | Leonardo Duque        | Colombie              | Colombia                     | 28 pts                |
| 8e                    | Bert-Jan Lindeman     | Pays-Bas              | Rabobank Development         | 25 pts                |
| 9e                    | Romain Feillu         | France                | Bretagne-Séché Environnement | 25 pts                |
| 10e                   | Pavel Gatskiy         | Kazakhstan            | Astana Continental           | 20 pts                |

| Classement de la montagne | Classement de la montagne | Classement de la montagne | Classement de la montagne    | Classement de la montagne |
| Coureur                   | Coureur                   | Pays                      | Équipe                       | Points                    |
| ------------------------- | ------------------------- | ------------------------- | ---------------------------- | ------------------------- |
| 1er                       | Jordi Simón               | Espagne                   | Team Ecuador                 | 45 pts                    |
| 2e                        | Bert-Jan Lindeman         | Pays-Bas                  | Rabobank Development         | 35 pts                    |
| 3e                        | Julien El Fares           | France                    | La Pomme Marseille 13        | 32 pts                    |
| 4e                        | Romain Bardet             | France                    | AG2R La Mondiale             | 19 pts                    |
| 5e                        | Carlos Verona             | Espagne                   | Omega Pharma-Quick Step      | 18 pts                    |
| 6e                        | Roman Semyonov            | Kazakhstan                | Astana Continental           | 17 pts                    |
| 7e                        | Dan Martin                | Irlande                   | Garmin-Sharp                 | 17 pts                    |
| 8e                        | Frédéric Brun             | France                    | BigMat-Auber 93              | 17 pts                    |
| 9e                        | Brice Feillu              | France                    | Bretagne-Séché Environnement | 16 pts                    |
| 10e                       | Guillaume Levarlet        | France                    | Cofidis, Solutions Crédits   | 8 pts                     |

| Classement de la montagne | Classement de la montagne | Classement de la montagne | Classement de la montagne    | Classement de la montagne |
| Coureur                   | Coureur                   | Pays                      | Équipe                       | Points                    |
| ------------------------- | ------------------------- | ------------------------- | ---------------------------- | ------------------------- |
| 1er                       | Jordi Simón               | Espagne                   | Team Ecuador                 | 45 pts                    |
| 2e                        | Bert-Jan Lindeman         | Pays-Bas                  | Rabobank Development         | 35 pts                    |
| 3e                        | Julien El Fares           | France                    | La Pomme Marseille 13        | 32 pts                    |
| 4e                        | Romain Bardet             | France                    | AG2R La Mondiale             | 19 pts                    |
| 5e                        | Carlos Verona             | Espagne                   | Omega Pharma-Quick Step      | 18 pts                    |
| 6e                        | Roman Semyonov            | Kazakhstan                | Astana Continental           | 17 pts                    |
| 7e                        | Dan Martin                | Irlande                   | Garmin-Sharp                 | 17 pts                    |
| 8e                        | Frédéric Brun             | France                    | BigMat-Auber 93              | 17 pts                    |
| 9e                        | Brice Feillu              | France                    | Bretagne-Séché Environnement | 16 pts                    |
| 10e                       | Guillaume Levarlet        | France                    | Cofidis, Solutions Crédits   | 8 pts                     |

| Classement du meilleur jeune | Classement du meilleur jeune | Classement du meilleur jeune | Classement du meilleur jeune | Classement du meilleur jeune |
| Coureur                      | Coureur                      | Pays                         | Équipe                       | Temps                        |
| ---------------------------- | ---------------------------- | ---------------------------- | ---------------------------- | ---------------------------- |
| 1er                          | Julian Alaphilippe           | France                       | Omega Pharma-Quick Step      | 14 h 49 min 42 s             |
| 2e                           | Pierre Latour                | France                       | Chambéry CF                  | + 1 min 10 s                 |
| 3e                           | Artur Fedosseyev             | Kazakhstan                   | Astana Continental           | + 1 min 57 s                 |
| 4e                           | Edward Díaz                  | Colombie                     | Colombia                     | + 2 min 57 s                 |
| 5e                           | Lennard Hofstede             | Pays-Bas                     | Rabobank Development         | + 9 min 36 s                 |
| 6e                           | Sam Oomen                    | Pays-Bas                     | Rabobank Development         | + 9 min 46 s                 |
| 7e                           | Derk Abel Beckeringh         | Pays-Bas                     | Rabobank Development         | + 16 min 49 s                |
| 8e                           | Carlos Verona                | Espagne                      | Omega Pharma-Quick Step      | + 17 min 27 s                |
| 9e                           | Quentin Pacher               | France                       | AVC Aix-en-Provence          | + 18 min 18 s                |
| 10e                          | Lilian Calmejane             | France                       | Vendée U                     | + 20 min 38 s                |

| Classement du meilleur jeune | Classement du meilleur jeune | Classement du meilleur jeune | Classement du meilleur jeune | Classement du meilleur jeune |
| Coureur                      | Coureur                      | Pays                         | Équipe                       | Temps                        |
| ---------------------------- | ---------------------------- | ---------------------------- | ---------------------------- | ---------------------------- |
| 1er                          | Julian Alaphilippe           | France                       | Omega Pharma-Quick Step      | 14 h 49 min 42 s             |
| 2e                           | Pierre Latour                | France                       | Chambéry CF                  | + 1 min 10 s                 |
| 3e                           | Artur Fedosseyev             | Kazakhstan                   | Astana Continental           | + 1 min 57 s                 |
| 4e                           | Edward Díaz                  | Colombie                     | Colombia                     | + 2 min 57 s                 |
| 5e                           | Lennard Hofstede             | Pays-Bas                     | Rabobank Development         | + 9 min 36 s                 |
| 6e                           | Sam Oomen                    | Pays-Bas                     | Rabobank Development         | + 9 min 46 s                 |
| 7e                           | Derk Abel Beckeringh         | Pays-Bas                     | Rabobank Development         | + 16 min 49 s                |
| 8e                           | Carlos Verona                | Espagne                      | Omega Pharma-Quick Step      | + 17 min 27 s                |
| 9e                           | Quentin Pacher               | France                       | AVC Aix-en-Provence          | + 18 min 18 s                |
| 10e                          | Lilian Calmejane             | France                       | Vendée U                     | + 20 min 38 s                |

| Classement par équipes | Classement par équipes       | Classement par équipes | Classement par équipes |
| Équipe                 | Équipe                       | Pays                   | Temps                  |
| ---------------------- | ---------------------------- | ---------------------- | ---------------------- |
| 1re                    | AG2R La Mondiale             | France                 | 44 h 28 min 33 s       |
| 2e                     | La Pomme Marseille 13        | France                 | + 4 min 14 s           |
| 3e                     | Cofidis, Solutions Crédits   | France                 | + 6 min 28 s           |
| 4e                     | Omega Pharma-Quick Step      | Belgique               | + 9 min 07 s           |
| 5e                     | Bretagne-Séché Environnement | France                 | + 11 min 03 s          |
| 6e                     | Wanty-Groupe Gobert          | Belgique               | + 13 min 19 s          |
| 7e                     | Rabobank Development         | Pays-Bas               | + 17 min 35 s          |
| 8e                     | Team Ecuador                 | Équateur               | + 28 min 21 s          |
| 9e                     | France espoirs               | France                 | +                      |
| 10e                    | Team Europcar                | France                 | + 31 min 39 s          |

| Classement par équipes | Classement par équipes       | Classement par équipes | Classement par équipes |
| Équipe                 | Équipe                       | Pays                   | Temps                  |
| ---------------------- | ---------------------------- | ---------------------- | ---------------------- |
| 1re                    | AG2R La Mondiale             | France                 | 44 h 28 min 33 s       |
| 2e                     | La Pomme Marseille 13        | France                 | + 4 min 14 s           |
| 3e                     | Cofidis, Solutions Crédits   | France                 | + 6 min 28 s           |
| 4e                     | Omega Pharma-Quick Step      | Belgique               | + 9 min 07 s           |
| 5e                     | Bretagne-Séché Environnement | France                 | + 11 min 03 s          |
| 6e                     | Wanty-Groupe Gobert          | Belgique               | + 13 min 19 s          |
| 7e                     | Rabobank Development         | Pays-Bas               | + 17 min 35 s          |
| 8e                     | Team Ecuador                 | Équateur               | + 28 min 21 s          |
| 9e                     | France espoirs               | France                 | +                      |
| 10e                    | Team Europcar                | France                 | + 31 min 39 s          |

## Évolution des classements
| Étape              |                             | Vainqueur _        | Classement général | Classement par points | Meilleur grimpeur | Meilleur jeune     | Meilleure équipe        |
| ------------------ | --------------------------- | ------------------ | ------------------ | --------------------- | ----------------- | ------------------ | ----------------------- |
| Prologue           | contre-la-montre individuel | Gianni Meersman    | Gianni Meersman    | Gianni Meersman       | Jérôme Coppel     | Julian Alaphilippe | Omega Pharma-Quick Step |
| 1re étape          | étape de plaine             | Raymond Kreder     | Gianni Meersman    | Gianni Meersman       | Roman Semyonov    | Julian Alaphilippe | Omega Pharma-Quick Step |
| 2e étape           | étape de plaine             | Gianni Meersman    | Gianni Meersman    | Gianni Meersman       | Roman Semyonov    | Julian Alaphilippe | Omega Pharma-Quick Step |
| 3e étape           | étape de montagne           | Bert-Jan Lindeman  | Bert-Jan Lindeman  | Gianni Meersman       | Bert-Jan Lindeman | Julian Alaphilippe | AG2R La Mondiale        |
| 4e étape           | étape de moyenne montagne   | Julian Alaphilippe | Bert-Jan Lindeman  | Julian Alaphilippe    | Jordi Simón       | Julian Alaphilippe | AG2R La Mondiale        |
| Classements finals | Classements finals          |                    | Bert-Jan Lindeman  | Julian Alaphilippe    | Jordi Simón       | Julian Alaphilippe | AG2R La Mondiale        |

## Liste des participants
| Légende                             | Légende                                                                                                  | Légende                                | Légende                                                                                                  |
| ----------------------------------- | --- | -------------------------------------- | --- |
| Num                                 | Dossard de départ porté par le coureur sur ce Tour de l'Ain                                              | Pos                                    | Position finale au classement général                                                                    |
| Leader du classement général        | Indique le vainqueur du classement général                                                               | Leader du classement par points        | Indique le vainqueur du classement par points                                                            |
| Leader du classement de la montagne | Indique le vainqueur du classement de la montagne                                                        | Leader du classement du meilleur jeune | Indique le vainqueur du classement du meilleur jeune                                                     |
|                                     | Indique un maillot de champion national ou mondial, suivi de sa spécialité                               | #                                      | Indique la meilleure équipe                                                                              |
| NP                                  | Indique un coureur qui n'a pas pris le départ d'une étape, suivi du numéro de l'étape où il s'est retiré | AB                                     | Indique un coureur qui n'a pas terminé une étape, suivi du numéro de l'étape où il s'est retiré          |
| HD                                  | Indique un coureur qui a terminé une étape hors des délais, suivi du numéro de l'étape                   | *                                      | Indique un coureur en lice pour le classement du meilleur jeune (coureurs nés après le 1er janvier 1989) |

| AG2R La Mondiale ALM | AG2R La Mondiale ALM         | AG2R La Mondiale ALM |
| -------------------- | ---------------------------- | -------------------- |
| Num                  | Coureur                      | Pos                  |
| 1                    | Romain Bardet (FRA)          | 2e                   |
| 2                    | Julien Bérard (FRA)          | 47e                  |
| 3                    | Guillaume Bonnafond (FRA)    | 66e                  |
| 4                    | Maxime Bouet (FRA)           | 11e                  |
| 5                    | Hubert Dupont (FRA)          | 26e                  |
| 6                    | Jean-Christophe Péraud (FRA) | 5e                   |

| Cofidis, Solutions Crédits COF | Cofidis, Solutions Crédits COF | Cofidis, Solutions Crédits COF |
| ------------------------------ | ------------------------------ | ------------------------------ |
| Num                            | Coureur                        | Pos                            |
| 11                             | Jérôme Coppel (FRA)            | 23e                            |
| 12                             | Yoann Bagot (FRA)              | 8e                             |
| 13                             | Romain Hardy (FRA)             | 44e                            |
| 14                             | Christophe Le Mével (FRA)      | 17e                            |
| 15                             | Guillaume Levarlet (FRA)       | 21e                            |
| 16                             | Romain Zingle (BEL)            | 72e                            |

| Omega Pharma-Quick Step OPQ | Omega Pharma-Quick Step OPQ | Omega Pharma-Quick Step OPQ |
| --------------------------- | --------------------------- | --------------------------- |
| Num                         | Coureur                     | Pos                         |
| 21                          | Rigoberto Urán (COL)        | 22e                         |
| 22                          | Mark Cavendish (GBR)        | 89e                         |
| 23                          | Julian Alaphilippe (FRA)    | 4e                          |
| 24                          | Pieter Serry (BEL)          | 24e                         |
| 25                          | Gianni Meersman (BEL)       | 49e                         |
| 26                          | Carlos Verona (ESP)         | 40e                         |

| FDJ.fr FDJ | FDJ.fr FDJ              | FDJ.fr FDJ |
| ---------- | ----------------------- | ---------- |
| Num        | Coureur                 | Pos        |
| 31         | Arnaud Courteille (FRA) | 41e        |
| 32         | Kenny Elissonde (FRA)   | 13e        |
| 33         | Olivier Le Gac (FRA)    | 70e        |
| 34         | Francis Mourey (FRA)    | 60e        |
| 35         | Marc Sarreau (FRA)      | 87e        |
| 36         | Cédric Pineau (FRA)     | 52e        |

| Team Europcar EUC | Team Europcar EUC        | Team Europcar EUC |
| ----------------- | ------------------------ | ----------------- |
| Num               | Coureur                  | Pos               |
| 41                | Fabrice Jeandesboz (FRA) | 46e               |
| 42                | Romain Sicard (FRA)      | 7e                |
| 43                | Dan Craven (NAM)         | 82e               |
| 44                | Romain Guillemois (FRA)  | 77e               |
| 45                | Natnael Berhane (ERI)    | 38e               |
| 46                | Jérémy Cornu (FRA)       | 64e               |

| Colombia COL | Colombia COL              | Colombia COL |
| ------------ | ------------------------- | ------------ |
| Num          | Coureur                   | Pos          |
| 51           | Juan Esteban Arango (COL) | 63e          |
| 52           | Edwin Ávila (COL)         | 83e          |
| 53           | Edward Díaz (COL)         | 20e          |
| 54           | Leonardo Duque (COL)      | 48e          |
| 55           | Jonathan Paredes (COL)    | 61e          |
| 56           | Juan Pablo Valencia (COL) | 62e          |

| Bretagne-Séché Environnement BSE | Bretagne-Séché Environnement BSE | Bretagne-Séché Environnement BSE |
| -------------------------------- | -------------------------------- | -------------------------------- |
| Num                              | Coureur                          | Pos                              |
| 61                               | Arnaud Gérard (FRA)              | 30e                              |
| 62                               | Pierre-Luc Périchon (FRA)        | 57e                              |
| 63                               | Romain Feillu (FRA)              | 75e                              |
| 64                               | Brice Feillu (FRA)               | 12e                              |
| 65                               | Florian Guillou (FRA)            | 18e                              |
| 66                               | Benoît Jarrier (FRA)             | 79e                              |

| Garmin-Sharp GRS | Garmin-Sharp GRS        | Garmin-Sharp GRS |
| ---------------- | ----------------------- | ---------------- |
| Num              | Coureur                 | Pos              |
| 71               | André Cardoso (POR)     | 45e              |
| 72               | Lachlan Morton (AUS)    | 88e              |
| 73               | Dylan Girdlestone (RSA) | 37e              |
| 74               | Tom-Jelte Slagter (NED) | AB-4             |
| 75               | Raymond Kreder (NED)    | 76e              |
| 76               | Dan Martin (IRL)        | 3e               |

| France espoirs FRA | France espoirs FRA | France espoirs FRA |
| ------------------ | ------------------ | ------------------ |
| Num                | Coureur            | Pos                |
| 81                 | Lilian Calmejane   | 53e                |
| 82                 | Alexis Dulin       | 78e                |
| 83                 | Pierre Latour      | 9e                 |
| 84                 | Julien Loubet      | 51e                |
| 85                 | Jérôme Mainard     | 36e                |
| 86                 | Quentin Pacher     | 42e                |

| Rabobank Development RDT | Rabobank Development RDT   | Rabobank Development RDT |
| ------------------------ | -------------------------- | ------------------------ |
| Num                      | Coureur                    | Pos                      |
| 91                       | Lennard Hofstede (NED)     | 33e                      |
| 92                       | Bert-Jan Lindeman (NED)    | 1er                      |
| 93                       | Sam Oomen (NED)            | 34e                      |
| 94                       | Timo Roosen (NED)          | 56e                      |
| 95                       | Derk Abel Beckeringh (NED) | 39e                      |
| 96                       | Mike Teunissen (NED)       | AB-3                     |

| Team Ecuador ECU | Team Ecuador ECU        | Team Ecuador ECU |
| ---------------- | ----------------------- | ---------------- |
| Num              | Coureur                 | Pos              |
| 101              | Jaume Rovira (ESP)      | 55e              |
| 102              | Albert Torres (ESP)     | AB-3             |
| 103              | Higinio Fernández (ESP) | 28e              |
| 104              | Segundo Navarrete (ECU) | 68e              |
| 105              | Jordi Simón (ESP)       | 14e              |
| 106              | Isaac Carbonell (ESP)   | 91e              |

| BigMat-Auber 93 BIG | BigMat-Auber 93 BIG     | BigMat-Auber 93 BIG |
| ------------------- | ----------------------- | ------------------- |
| Num                 | Coureur                 | Pos                 |
| 111                 | Frédéric Brun (FRA)     | 54e                 |
| 112                 | Alo Jakin (EST)         | 85e                 |
| 113                 | Pierre Gouault (FRA)    | 74e                 |
| 114                 | Steven Tronet (FRA)     | 71e                 |
| 115                 | Maxime Renault (FRA)    | 73e                 |
| 116                 | Stéphane Rossetto (FRA) | 31e                 |

| Roubaix Lille Métropole RLM | Roubaix Lille Métropole RLM | Roubaix Lille Métropole RLM |
| --------------------------- | --------------------------- | --------------------------- |
| Num                         | Coureur                     | Pos                         |
| 121                         | Julien Duval (FRA)          | 65e                         |
| 122                         | Jean-Lou Paiani (FRA)       | 84e                         |
| 123                         | Rudy Kowalski (FRA)         | 90e                         |
| 124                         | Jimmy Turgis (FRA)          | 35e                         |
| 125                         | Franck Vermeulen (FRA)      | 86e                         |
| 126                         | Jérémy Leveau (FRA)         | 80e                         |

| La Pomme Marseille 13 LPM | La Pomme Marseille 13 LPM | La Pomme Marseille 13 LPM |
| ------------------------- | ------------------------- | ------------------------- |
| Num                       | Coureur                   | Pos                       |
| 131                       | Rémy Di Grégorio (FRA)    | 6e                        |
| 132                       | Julien Antomarchi (FRA)   | 32e                       |
| 133                       | Grégoire Tarride (FRA)    | 10e                       |
| 134                       | Antoine Lavieu (FRA)      | AB-3                      |
| 135                       | Benjamin Giraud (FRA)     | 81e                       |
| 136                       | Julien El Fares (FRA)     | 19e                       |

| Astana Continental AS2 | Astana Continental AS2   | Astana Continental AS2 |
| ---------------------- | ------------------------ | ---------------------- |
| Num                    | Coureur                  | Pos                    |
| 141                    | Artur Fedosseyev (KAZ)   | DQ-4                   |
| 142                    | Zhandos Bizhigitov (KAZ) | 50e                    |
| 143                    | Viktor Okishev (KAZ)     | DQ-4                   |
| 144                    | Galym Akhmetov (KAZ)     | 58e                    |
| 145                    | Pavel Gatskiy (KAZ)      | 69e                    |
| 146                    | Roman Semyonov (KAZ)     | 59e                    |

| Wanty-Groupe Gobert WGG | Wanty-Groupe Gobert WGG | Wanty-Groupe Gobert WGG |
| ----------------------- | ----------------------- | ----------------------- |
| Num                     | Coureur                 | Pos                     |
| 151                     | Thomas Degand (BEL)     | 25e                     |
| 152                     | Frederik Backaert (BEL) | 43e                     |
| 153                     | Jérôme Baugnies (BEL)   | 16e                     |
| 154                     | Francis De Greef (BEL)  | 29e                     |
| 155                     | Jérôme Gilbert (BEL)    | HD-4                    |
| 156                     | Marco Minnaard (NED)    | 27e                     |

| AG2R La Mondiale ALM | AG2R La Mondiale ALM         | AG2R La Mondiale ALM |
| -------------------- | ---------------------------- | -------------------- |
| Num                  | Coureur                      | Pos                  |
| 1                    | Romain Bardet (FRA)          | 2e                   |
| 2                    | Julien Bérard (FRA)          | 47e                  |
| 3                    | Guillaume Bonnafond (FRA)    | 66e                  |
| 4                    | Maxime Bouet (FRA)           | 11e                  |
| 5                    | Hubert Dupont (FRA)          | 26e                  |
| 6                    | Jean-Christophe Péraud (FRA) | 5e                   |

| Cofidis, Solutions Crédits COF | Cofidis, Solutions Crédits COF | Cofidis, Solutions Crédits COF |
| ------------------------------ | ------------------------------ | ------------------------------ |
| Num                            | Coureur                        | Pos                            |
| 11                             | Jérôme Coppel (FRA)            | 23e                            |
| 12                             | Yoann Bagot (FRA)              | 8e                             |
| 13                             | Romain Hardy (FRA)             | 44e                            |
| 14                             | Christophe Le Mével (FRA)      | 17e                            |
| 15                             | Guillaume Levarlet (FRA)       | 21e                            |
| 16                             | Romain Zingle (BEL)            | 72e                            |

| Omega Pharma-Quick Step OPQ | Omega Pharma-Quick Step OPQ | Omega Pharma-Quick Step OPQ |
| --------------------------- | --------------------------- | --------------------------- |
| Num                         | Coureur                     | Pos                         |
| 21                          | Rigoberto Urán (COL)        | 22e                         |
| 22                          | Mark Cavendish (GBR)        | 89e                         |
| 23                          | Julian Alaphilippe (FRA)    | 4e                          |
| 24                          | Pieter Serry (BEL)          | 24e                         |
| 25                          | Gianni Meersman (BEL)       | 49e                         |
| 26                          | Carlos Verona (ESP)         | 40e                         |

| FDJ.fr FDJ | FDJ.fr FDJ              | FDJ.fr FDJ |
| ---------- | ----------------------- | ---------- |
| Num        | Coureur                 | Pos        |
| 31         | Arnaud Courteille (FRA) | 41e        |
| 32         | Kenny Elissonde (FRA)   | 13e        |
| 33         | Olivier Le Gac (FRA)    | 70e        |
| 34         | Francis Mourey (FRA)    | 60e        |
| 35         | Marc Sarreau (FRA)      | 87e        |
| 36         | Cédric Pineau (FRA)     | 52e        |

| Team Europcar EUC | Team Europcar EUC        | Team Europcar EUC |
| ----------------- | ------------------------ | ----------------- |
| Num               | Coureur                  | Pos               |
| 41                | Fabrice Jeandesboz (FRA) | 46e               |
| 42                | Romain Sicard (FRA)      | 7e                |
| 43                | Dan Craven (NAM)         | 82e               |
| 44                | Romain Guillemois (FRA)  | 77e               |
| 45                | Natnael Berhane (ERI)    | 38e               |
| 46                | Jérémy Cornu (FRA)       | 64e               |

| Colombia COL | Colombia COL              | Colombia COL |
| ------------ | ------------------------- | ------------ |
| Num          | Coureur                   | Pos          |
| 51           | Juan Esteban Arango (COL) | 63e          |
| 52           | Edwin Ávila (COL)         | 83e          |
| 53           | Edward Díaz (COL)         | 20e          |
| 54           | Leonardo Duque (COL)      | 48e          |
| 55           | Jonathan Paredes (COL)    | 61e          |
| 56           | Juan Pablo Valencia (COL) | 62e          |

| Bretagne-Séché Environnement BSE | Bretagne-Séché Environnement BSE | Bretagne-Séché Environnement BSE |
| -------------------------------- | -------------------------------- | -------------------------------- |
| Num                              | Coureur                          | Pos                              |
| 61                               | Arnaud Gérard (FRA)              | 30e                              |
| 62                               | Pierre-Luc Périchon (FRA)        | 57e                              |
| 63                               | Romain Feillu (FRA)              | 75e                              |
| 64                               | Brice Feillu (FRA)               | 12e                              |
| 65                               | Florian Guillou (FRA)            | 18e                              |
| 66                               | Benoît Jarrier (FRA)             | 79e                              |

| Garmin-Sharp GRS | Garmin-Sharp GRS        | Garmin-Sharp GRS |
| ---------------- | ----------------------- | ---------------- |
| Num              | Coureur                 | Pos              |
| 71               | André Cardoso (POR)     | 45e              |
| 72               | Lachlan Morton (AUS)    | 88e              |
| 73               | Dylan Girdlestone (RSA) | 37e              |
| 74               | Tom-Jelte Slagter (NED) | AB-4             |
| 75               | Raymond Kreder (NED)    | 76e              |
| 76               | Dan Martin (IRL)        | 3e               |

| France espoirs FRA | France espoirs FRA | France espoirs FRA |
| ------------------ | ------------------ | ------------------ |
| Num                | Coureur            | Pos                |
| 81                 | Lilian Calmejane   | 53e                |
| 82                 | Alexis Dulin       | 78e                |
| 83                 | Pierre Latour      | 9e                 |
| 84                 | Julien Loubet      | 51e                |
| 85                 | Jérôme Mainard     | 36e                |
| 86                 | Quentin Pacher     | 42e                |

| Rabobank Development RDT | Rabobank Development RDT   | Rabobank Development RDT |
| ------------------------ | -------------------------- | ------------------------ |
| Num                      | Coureur                    | Pos                      |
| 91                       | Lennard Hofstede (NED)     | 33e                      |
| 92                       | Bert-Jan Lindeman (NED)    | 1er                      |
| 93                       | Sam Oomen (NED)            | 34e                      |
| 94                       | Timo Roosen (NED)          | 56e                      |
| 95                       | Derk Abel Beckeringh (NED) | 39e                      |
| 96                       | Mike Teunissen (NED)       | AB-3                     |

| Team Ecuador ECU | Team Ecuador ECU        | Team Ecuador ECU |
| ---------------- | ----------------------- | ---------------- |
| Num              | Coureur                 | Pos              |
| 101              | Jaume Rovira (ESP)      | 55e              |
| 102              | Albert Torres (ESP)     | AB-3             |
| 103              | Higinio Fernández (ESP) | 28e              |
| 104              | Segundo Navarrete (ECU) | 68e              |
| 105              | Jordi Simón (ESP)       | 14e              |
| 106              | Isaac Carbonell (ESP)   | 91e              |

| BigMat-Auber 93 BIG | BigMat-Auber 93 BIG     | BigMat-Auber 93 BIG |
| ------------------- | ----------------------- | ------------------- |
| Num                 | Coureur                 | Pos                 |
| 111                 | Frédéric Brun (FRA)     | 54e                 |
| 112                 | Alo Jakin (EST)         | 85e                 |
| 113                 | Pierre Gouault (FRA)    | 74e                 |
| 114                 | Steven Tronet (FRA)     | 71e                 |
| 115                 | Maxime Renault (FRA)    | 73e                 |
| 116                 | Stéphane Rossetto (FRA) | 31e                 |

| Roubaix Lille Métropole RLM | Roubaix Lille Métropole RLM | Roubaix Lille Métropole RLM |
| --------------------------- | --------------------------- | --------------------------- |
| Num                         | Coureur                     | Pos                         |
| 121                         | Julien Duval (FRA)          | 65e                         |
| 122                         | Jean-Lou Paiani (FRA)       | 84e                         |
| 123                         | Rudy Kowalski (FRA)         | 90e                         |
| 124                         | Jimmy Turgis (FRA)          | 35e                         |
| 125                         | Franck Vermeulen (FRA)      | 86e                         |
| 126                         | Jérémy Leveau (FRA)         | 80e                         |

| La Pomme Marseille 13 LPM | La Pomme Marseille 13 LPM | La Pomme Marseille 13 LPM |
| ------------------------- | ------------------------- | ------------------------- |
| Num                       | Coureur                   | Pos                       |
| 131                       | Rémy Di Grégorio (FRA)    | 6e                        |
| 132                       | Julien Antomarchi (FRA)   | 32e                       |
| 133                       | Grégoire Tarride (FRA)    | 10e                       |
| 134                       | Antoine Lavieu (FRA)      | AB-3                      |
| 135                       | Benjamin Giraud (FRA)     | 81e                       |
| 136                       | Julien El Fares (FRA)     | 19e                       |

| Astana Continental AS2 | Astana Continental AS2   | Astana Continental AS2 |
| ---------------------- | ------------------------ | ---------------------- |
| Num                    | Coureur                  | Pos                    |
| 141                    | Artur Fedosseyev (KAZ)   | DQ-4                   |
| 142                    | Zhandos Bizhigitov (KAZ) | 50e                    |
| 143                    | Viktor Okishev (KAZ)     | DQ-4                   |
| 144                    | Galym Akhmetov (KAZ)     | 58e                    |
| 145                    | Pavel Gatskiy (KAZ)      | 69e                    |
| 146                    | Roman Semyonov (KAZ)     | 59e                    |

| Wanty-Groupe Gobert WGG | Wanty-Groupe Gobert WGG | Wanty-Groupe Gobert WGG |
| ----------------------- | ----------------------- | ----------------------- |
| Num                     | Coureur                 | Pos                     |
| 151                     | Thomas Degand (BEL)     | 25e                     |
| 152                     | Frederik Backaert (BEL) | 43e                     |
| 153                     | Jérôme Baugnies (BEL)   | 16e                     |
| 154                     | Francis De Greef (BEL)  | 29e                     |
| 155                     | Jérôme Gilbert (BEL)    | HD-4                    |
| 156                     | Marco Minnaard (NED)    | 27e                     |